# Museus de São Paulo (estado)
A rede de museus do estado de São Paulo conta com cerca de 500 instituições públicas e privadas, sendo cerca de 40 deles provenientes dos antigos Museus Históricos e Pedagógicos (MHP).

## Histórico da museologia paulista
A museologia em São Paulo tem suas origens com a criação do Museu do Estado (atual Museu do Ipiranga) em 1891, pelo governo estadual. A rede se expandiu, em grande parte, entre as décadas de 1950 e 1970, com a criação, no interior, dos Museus Históricos e Pedagógicos (MHP), também pelo governo estadual. Os MHP foram idealizados por Vinício Stein Campos (1908–1990), diretor do antigo Serviço de Museus Históricos, da Secretaria da Educação do Estado de São Paulo. Ainda hoje, os MHP constituem a maior rede de museus históricos e públicos criada no país. Em 1963, o Museu do Estado passou para a administração da USP e, a partir dos anos 1990, a gestão dos MHP foi transferida aos municípios.

## Listagem
A seguir, uma lista dos museus localizados no estado de São Paulo, classificados por município.
- Americana
  - Museu de Arte Contemporânea de Americana
  - Museu Histórico e Pedagógico Doutor João da Silva Carrão
  - Planetário Cosmos

- Amparo
  - Museu Histórico e Pedagógico Bernardino de Campos

- Aparecida
  - Museu Nossa Senhora Aparecida

- Araçatuba
  - Museu Histórico e Pedagógico Marechal Cândido Rondon[6]

- Araraquara
  - Museu de Arqueologia e Paleontologia de Araraquara[7]
  - Museu da Faculdade de Odontologia de Araraquara[8]
  - Museu Histórico e Pedagógico Voluntários da Pátria[9]
  - Museu de Minerais e Rochas do Instituto de Química de Araraquara[10]

- Arujá
  - Casa da Ecologia - Instituto Pau Brasil de História Natural[11]

- Assis
  - Museu de Arte Primitiva de Assis

- Atibaia
  - Museu de História Natural Professor Antonio Pergola[12]

- Barretos
  - Museu Municipal, Artístico e Cultural Ruy Menezes

- Barueri
  - Museu da Bíblia
  - Museu Municipal de Barueri

- Batatais
  - Museu Histórico e Pedagógico Doutor Washington Luís

- Bauru
  - Museu da Imagem e do Som de Bauru
  - Museu Ferroviário Regional de Bauru
  - Museu Histórico Municipal de Bauru
  - Pinacoteca Municipal de Bauru

- Bebedouro
  - Museu Eduardo André Matarazzo

- Bragança Paulista
  - Museu Municipal Oswaldo Russomano

- Brotas
  - Planetário de Brotas

- Brodowski
  - Museu Casa de Portinari

- Cajamar
  - Museu Municipal Casa da Memória

- Campinas
  - Galeria de Arte - IA/Unicamp
  - Museu de Arte Contemporânea de Campinas José Pancetti (MACC)
  - Museu de Arte Moderna de Campinas (MAM Campinas)
  - Museu do Café (MUCA)
  - Museu Campos Sales do Centro de Ciências, Letras e Artes
  - Museu Carlos Gomes do Centro de Ciências, Letras e Artes
  - Museu da Cidade (MUCI)
  - Museu Dinâmico de Ciência de Campinas (MDCC)
  - Museu Histórico e Pedagógico Campos Salles (MHP)
  - Museu de História Natural (MHN)
  - Museu de Imagem e do Som (MIS)
  - Museu da Sanasa - Torre do Castelo
  - Museu Universitário - PUCCamp
  - Museu de Zoologia (UNICAMP) - (ex-Museu de História Natural da Unicamp)
  - Observatório Municipal de Campinas Jean Nicolini (há acervo)
  - Pinacoteca do Centro de Ciências, Letras e Artes

- Campos do Jordão
  - Acervo do Palácio Boa Vista
  - Casa da Xilogravura
  - Museu Felícia Leirner

- Capivari
  - Museu Histórico e Pedagógico Cesário Mota Junior

- Cruzeiro
  - Museu Major Novaes

- Cunha
  - Museu Municipal Francisco Veloso[13]

- Embu
  - Memorial Sakai de Embu
  - Museu de Arte Sacra
  - Museu do Índio

- Franca
  - Museu da Imagem e do Som Bonaventura Cariolato
  - Museu do Calçado
  - Museu Histórico Municipal José Chiachiri
  - Pinacoteca Municipal Miguel Ângelo Pucci

- Guaratinguetá
  - Museu Frei Galvão
  - Museu Histórico e Pedagógico Conselheiro Rodrigues Alves

- Iguape
  - Museu de Arte Sacra de Iguape
  - Museu Municipal de Iguape

- Indaiatuba
  - Museu Ferroviário de Indaiatuba

- Itatiba
  - Planetário de Itatiba

- Itapira
  - Casa Menotti Del Picchia
  - Museu de História Natural Hortencio Pereira da Silva Junior
  - Museu Histórico e Pedagógico Comendador Virgolino de Oliveira

- Itu
  - Museu da Energia
  - Museu e Arquivo Histórico Municipal de Itu
  - Museu Republicano "Convenção de Itu"

- Jaboticabal
  - Museu Histórico de Jaboticabal

- Jacareí
  - Museu de Antropologia do Vale do Paraíba

- Jundiaí
  - Museu da Companhia Paulista

- Marília
  - Museu de Paleontologia de Marília
  - Museu Municipal Embaixador Hélio Antônio Scarabôtolo

- Mauá
  - Museu Barão de Mauá

- Miracatu
  - Museu Municipal Pedro Laragnoit

- Mococa
  - Museu de Artes Plásticas Quirino da Silva
  - Museu de Arte Sacra Iria Josepha da Silva
  - Museu Histórico e Pedagógico Marquês de Três Rios

- Mogi Guaçu
  - Museu Histórico e Pedagógico Sebastião José Pereira

- Monte Alto
  - Museu Histórico e Paleontológico de Monte Alto
  - Museu Municipal de Arqueologia de Monte Alto

- Monte Mor
  - Museu Municipal Elisabeth Aytai

- Osasco
  - Museu Municipal de Osasco

- Paulínia
  - Museu Municipal de Paulínia

- Pedreira
  - Museu da Porcelana Senhor Adelino dos Santos Gouveia
  - Museu Histórico Beato José de Anchieta

- Penápolis
  - Museu do Sol
  - Museu Histórico e Pedagógico Fernão Dias Paes
  - Museu Municipal do Folclore

- Piracicaba
  - Museu Histórico e Pedagógico Prudente de Moraes
  - Museu Luiz de Queiroz

- Piraju
  - Centro Regional de Arqueologia Ambiental

- Pirapora do Bom Jesus
  - Museu São Norberto

- Porto Feliz
  - Museu das Monções

- Porto Ferreira
  - Museu Histórico e Pedagógico Professor Lourenço Filho

- Praia Grande
  - Museu da Cidade/Palácio das Artes

- Ribeirão Preto
  - Museu de Arte de Ribeirão Preto
  - Museu do Café de Ribeirão Preto - Francisco Schimidt
  - Museu Histórico e de Ordem Geral
  - Museu da Imagem e do Som - "José da Silva Bueno"
  - Museu Municipal da Segunda Guerra Mundial
  - Casa da Memória Italiana
  - Instituto Figueiredo Ferraz
  - Museu Histórico -FMRP-USP

- Rio Claro
  - Museu do Eucalipto
  - Museu de Minerais e Rochas Heinz Ebert

- Rosana
  - Museu Regional de Rosana

- Roseira
  - Ecomuseu da Fazenda Boa Vista

- Salto
  - Museu da Cidade de Salto

- Santa Bárbara d'Oeste
  - Museu da Imigração

- Santa Rita do Passa Quatro
  - Museu Histórico e Pedagógico Zequinha de Abreu

- Santana de Parnaíba
  - Museu Casa do Anhanguera

- Santo André
  - Museu de Santo André
  - Planetário de Santo André

- Santos
  - Fundação Pinacoteca Benedito Calixto
  - Museu de Pesca de Santos
  - Museu de Arte Sacra de Santos
  - Museu do Café do Brasil
  - Museu do Porto de Santos[14]
  - Museu do Santos Futebol Clube
  - Museu Oceanográfico de Santos

- São Caetano do Sul
  - Museu Histórico Municipal e da Imigração Italiana

- São Carlos
  - Museu TAM (fechado)
  - Museu da Energia (ME)
  - Museu de São Carlos (MSC)
  - Museu de Computação Professor Odelar Leite Linhares (ICMC da USP)[15][16]
  - Museu de Pedra Tinho Leopoldino (em Santa Eudóxia)
  - Museu de Peças Agrícolas Carlos Botelho (Fazenda Santa Francisca do Lobo)[17]
  - Museu da Ciência Professor Mario Tolentino (MC) (há acervo)[18]
  - Observatório Astronômico da USP (São Carlos) (OA) (há acervo)

- São José do Rio Preto
  - Museu Histórico Doutor Sellmann Nazareth[19]

- São José dos Campos
  - Museu Municipal de São José dos Campos[20]

- São Manuel
  - Museu Histórico e Pedagógico Padre Manoel da Nóbrega

- São Paulo[21]

- - Acervo Artístico-Cultural dos Palácios do Governo do Estado de São Paulo
  - Arquivo Público do Estado de São Paulo
  - Casa das Rosas
  - Casa do Grito
  - Casa Guilherme de Almeida
  - Centro Cultural São Paulo
  - Centro Histórico-Cultural da Enfermagem Ibero-Americana
  - Centro Pró-Memória Hans Nobiling - Esporte Clube Pinheiros
  - Coleção de Artes Visuais do Instituto de Estudos Brasileiros da USP
  - Coleção Entomológica de Referência
  - Estação Ciência da Universidade de São Paulo
  - Estação Pinacoteca
  - Fundação Cultural Ema Gordon Klabin
  - Fundação Maria Luisa e Oscar Americano
  - Fundação Museu da Tecnologia de São Paulo
  - Herbário da Universidade de São Paulo
  - Instituto Lina Bo e Pietro Maria Bardi
  - Instituto Moreira Salles
  - Memorial da América Latina
  - Memorial do São Paulo Futebol Clube
  - Museu Afro-Brasil
  - Museu Banespa
  - Museu Belas Artes de São Paulo
  - Museu Biológico do Instituto Butantan
  - Museu Botânico Dr. João Barbosa Rodrigues
  - Museu Brasileiro da Escultura
  - Museu Ceroplástico Augusto Esteves
  - Museu da Aeronáutica
  - Museu da Caixa Econômica Federal
  - Museu da Casa Brasileira
  - Museu da Cidade
  - Museu da Educação e do Brinquedo
  - Museu da Imagem e do Som de São Paulo
  - Museu da Imigração do Estado de São Paulo
  - Museu da Imprensa Automotiva
  - Museu da Língua Portuguesa
  - Museu da Pessoa
  - Museu da Polícia Militar
  - Museu da Saúde Pública Emílio Ribas
  - Museu de Anatomia Humana Alfonso Bovero
  - Museu de Anatomia Veterinária Prof. Dr. Plínio Pinto e Silva
  - Museu de Arqueologia e Etnologia da USP
  - Museu de Arte Brasileira da FAAP
  - Museu de Arte Contemporânea da USP
  - Museu de Arte de São Paulo
  - Museu de Arte Mágica e Ilusionismo João Peixoto dos Santos
  - Museu de Arte Moderna de São Paulo
  - Museu de Arte Sacra de São Paulo
  - Museu de Farmácia
  - Museu do Crime
  - Museu do Folclore
  - Museu de Geociências
  - Museu de Microbiologia
  - Museu de Zoologia da USP
  - Museu do Club Athlético Paulistano
  - Museu do Crime
  - Museu do Dentista
  - Museu do Relógio
  - Museu do Theatro Municipal
  - Museu do Transporte Público Gaetano Ferolla
  - Museu do Tribunal de Justiça do Estado de São Paulo
  - Museu dos Óculos Gioconda Giannini
  - Museu dos Transportes Públicos Gaetano Ferolla
  - Museu Florestal Otávio Vecchi
  - Museu Geológico Valdemar Lefèvre
  - Museu Herculano Pires
  - Museu Histórico da Associação Portuguesa de Desportos
  - Museu Histórico da Imigração Japonesa no Brasil
  - Museu Histórico do Instituto Butantan
  - Museu Histórico Prof. Carlos da Silva Lacaz
  - Museu Lasar Segall
  - Museu Memória do Bixiga
  - Museu Oceanográfico
  - Museu Padre Anchieta
  - Museu Paulista (Museu do Ipiranga)
  - Museu Paulo Machado de Carvalho
  - Museu Técnico-Científico do Instituto Oscar Freire
  - Museu Xingu
  - Paço das Artes
  - Pinacoteca do Estado de São Paulo
  - Pinacoteca Municipal de São Paulo
  - Planetário de São Paulo

- São Sebastião
  - Centro de Biologia Marinha da Universidade São Paulo[22]
  - Museu de Arte Sacra de São Sebastião[23]

- São Vicente
  - Museu Histórico e Geral da Cidade de São Vicente

- Sorocaba
  - Museu da Estrada de Ferro Sorocabana
  - Museu Histórico Sorocabano
  - Museu de Arte Contemporânea de Sorocaba
  - Casa de Aluísio de Almeida
  - Museu Arquidiocesano de Arte Sacra de Sorocaba
  - Museu do Tropeirismo
  - Museu da Imagem e do Som de Sorocaba
  - Museu de História Militar de Sorocaba

- Tatuí
  - Planetário Tatuí[24]

- Taubaté
  - Museu da Imagem e do Som de Taubaté[25]
  - Museu de Arte Sacra de Taubaté[26]
  - Museu de Artes Plásticas Anderson Fabiano[27]
  - Museu Histórico e Pedagógico Monteiro Lobato[28]
  - Museu Mazzaropi
  - Museu de História Natural de Taubaté (MHNT)[29]

- Tupã
  - Museu Histórico e Pedagógico Índia Vanuíre
  - Solar Luiz de Souza Leão (Casa do fundador de Tupã)
  - Museu do Tropeiro de Tupã
  - Museu da Fotografia
  - Museu Histórico e Cultural Leto, Distrito de Varpa, Tupã
  - Museu da Cachaça de Tupã